# 李凭箜篌引
《李凭箜篌引》为唐代诗人李贺所作，約作於元和六年（公元811年）至元和八年（公元813年）。

## 全文
吳絲蜀桐張高秋，空山凝雲頹不流。

江娥啼竹素女愁，李憑中國彈箜篌。

崑山玉碎鳳凰叫，芙蓉泣露香蘭笑。

十二門前融冷光，二十三絲動紫皇。

女媧煉石補天處，石破天驚逗秋雨。

夢入神山教神嫗，老魚跳波瘦蛟舞。

吳質不眠倚桂樹，露腳斜飛濕寒兔。

## 评价
清代诗评人方扶南把它與白居易的《琵琶行》、韓愈的《聽穎師彈琴》相提並論，推許為“摹寫聲音至文”。